# Nádasdi Péter
Nádasdi Péter, ifjabb Veres Péter vagy Nádasdi Veres Péter (Balmazújváros, 1920. január 2. – Debrecen, 1976. április 30.), születési neve: Veres Péter, újságíró, író, Veres Péter író, politikus fia.

## Munkái
- A tölgyfa árnyékában (Budapest, 1974)[1]
- Szilaj Pista (regény, Móra Könyvkiadó, Budapest, 1966)
- Szövetkezeti emberek (riportok, Kossuth Könyvkiadó, Budapest, 1962)
- Imre két házassága (ifjúsági regény, Budapest, 1961)
- M. Jóska és gazdája (ifjúsági regény, Budapest, 1959)